# Cebus capucinus
Cebus capucinus hay còn gọi là khỉ mũ mặt trắng Colombia là một loài động vật có vú trong họ Cebidae, bộ Linh trưởng. Loài này được Linnaeus mô tả năm 1758.
Loài khỉ này là loài bản địa các khu rừng ở phần bắc cực tây của Nam Mỹ, loài khỉ đầu trắng này quan trọng với hệ sinh thái rừng mưa vì chúng có vai trò của nó trong phân tán hạt và phấn hoa.
Trong những năm gần đây loài này đã trở nên phổ biến trong giới truyền thông ở Bắc Mỹ. Loài khỉ này rất thông minh và đã được đào tạo để hỗ trợ những người bị liệt. Chúng có kích cỡ vừa, có trọng lượng lên đến 3,9 kg (8,6 lb). Lông chủ yếu là màu đen, nhưng với một khuôn mặt màu hồng và màu trắng trên phần lớn các phần trước của cơ thể. Đuôi có khả năng cầm đặc biệt.

## Hình ảnh

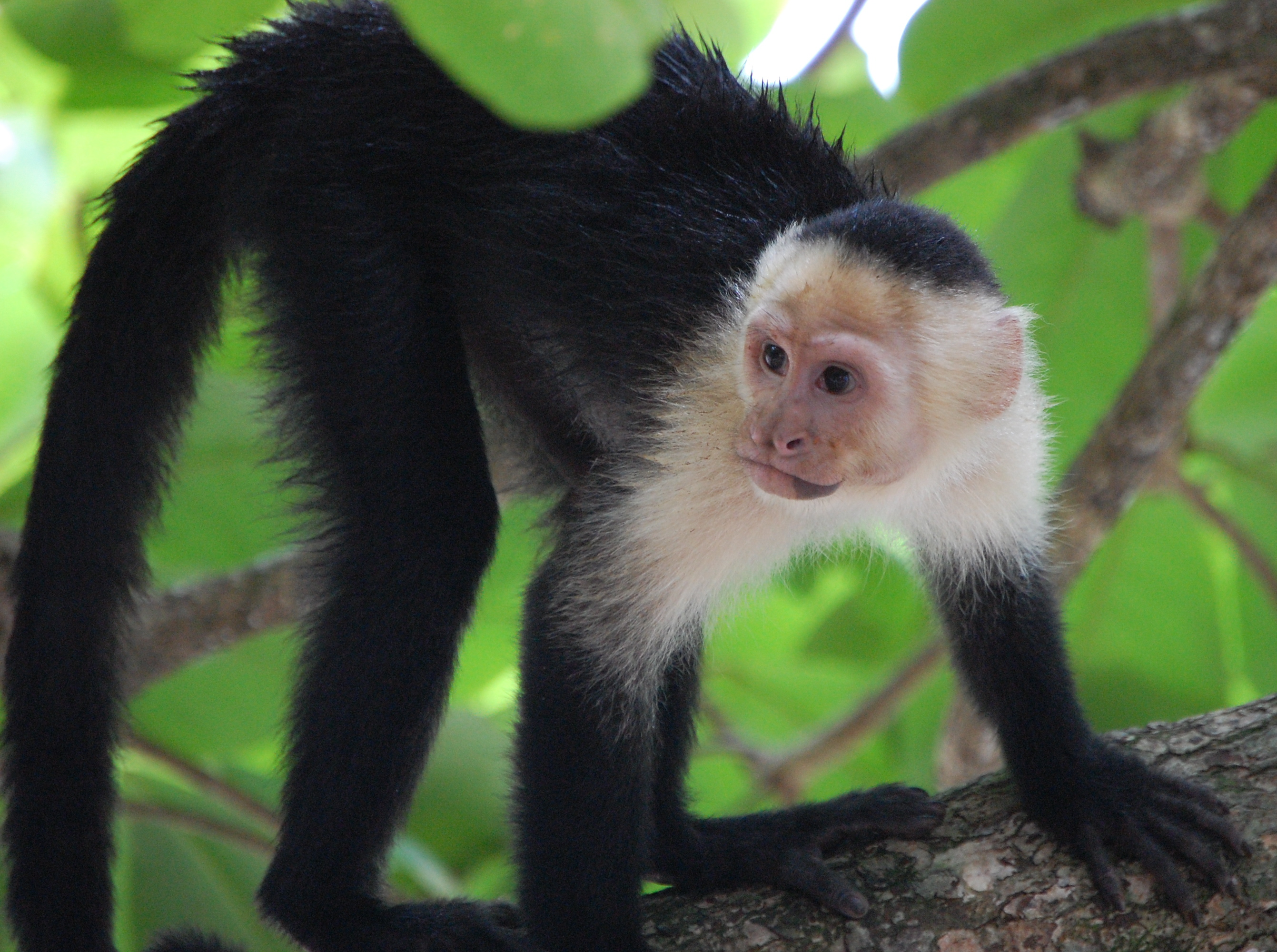
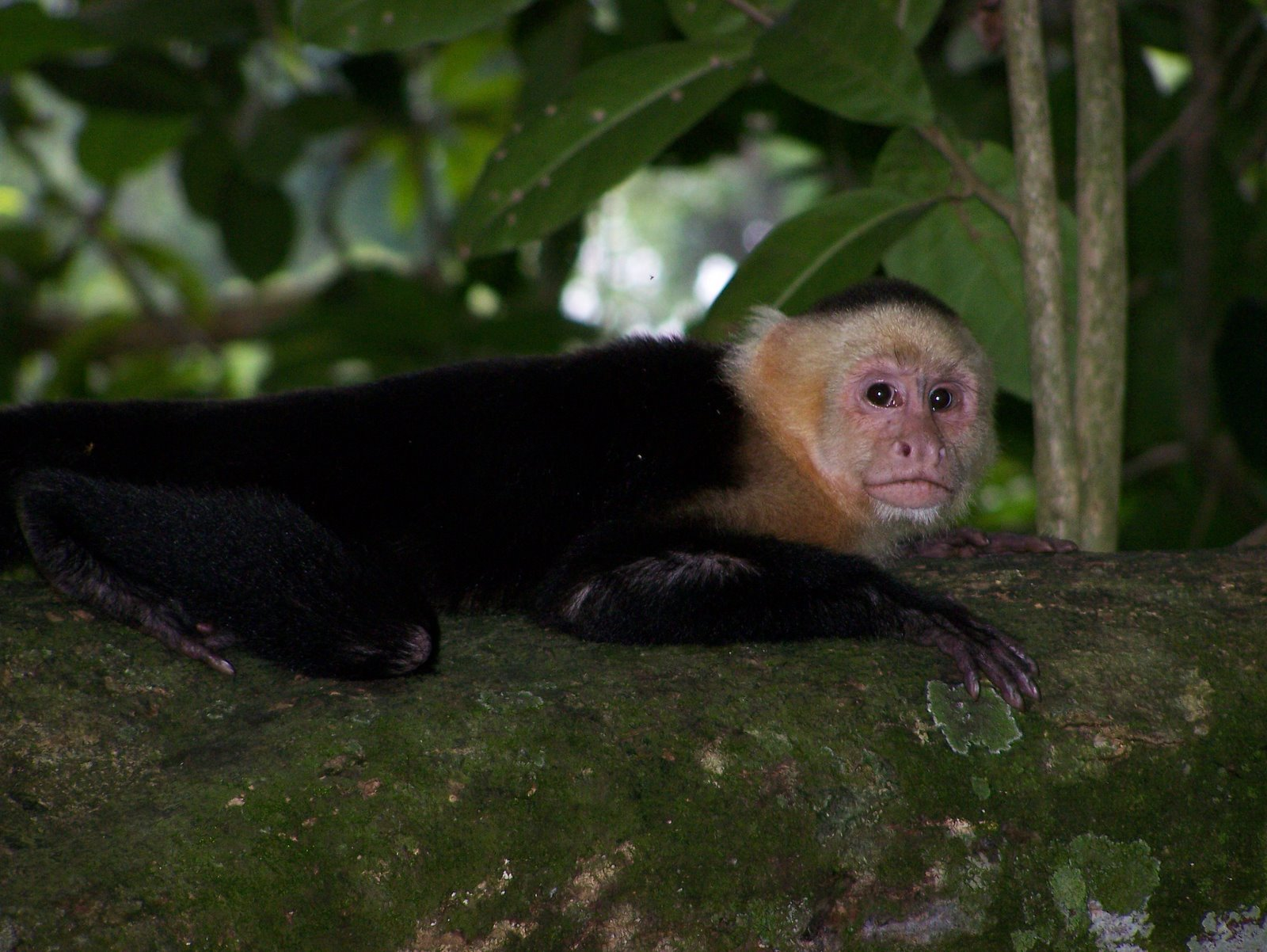
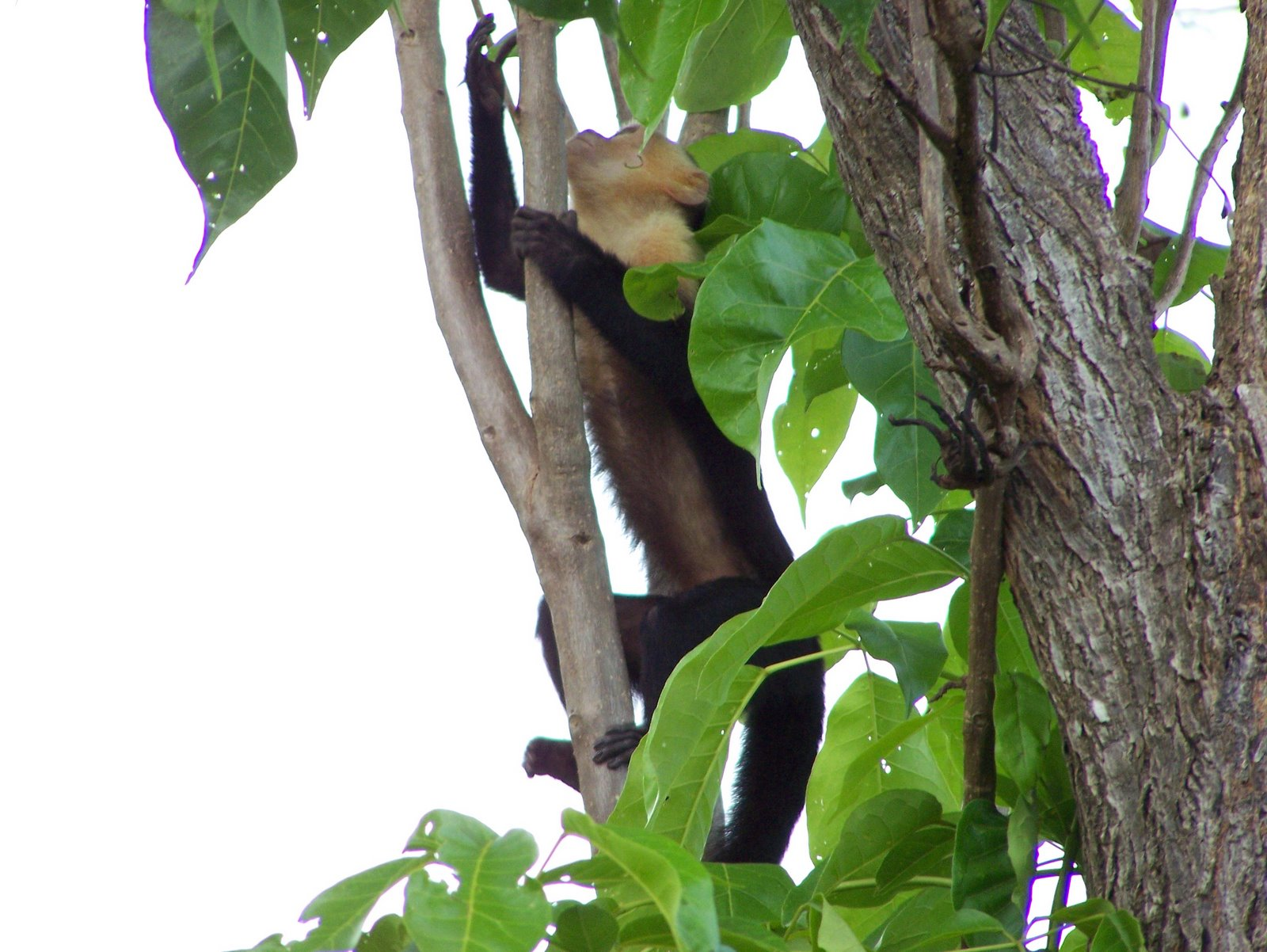
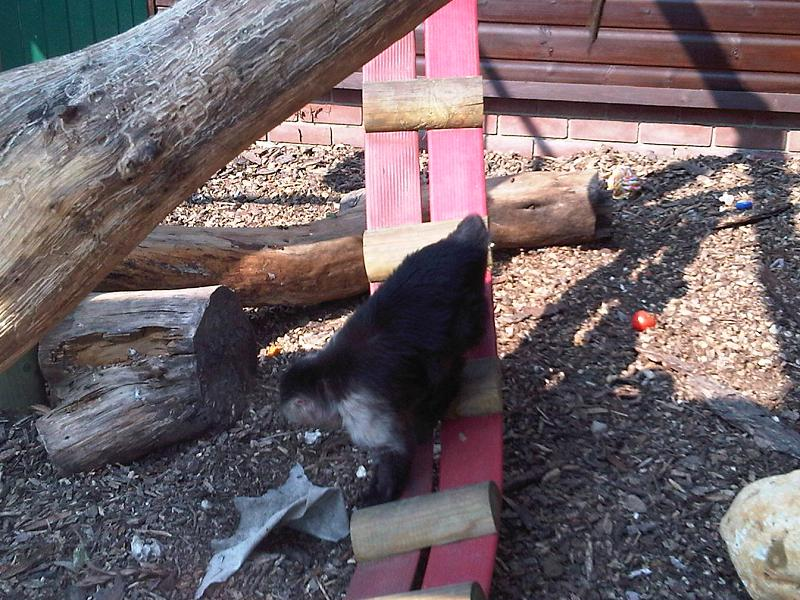